# EndeavourOS
EndeavourOS es una distribución GNU/Linux, con KDE Plasma como interfaz de usuario por defecto. Se trata de un sistema operativo libre para computadores personales y enfocado en la facilidad de uso. Está basado en Arch Linux y usa un modelo de desarrollo denominado de liberación continua ("rolling release"). El objetivo de EndeavourOS es ser lo más parecido a la distribución Arch Linux como sea razonablemente posible y ofrecer una experiencia amigable, haciendo que sea fácil de instalar.

## Historia
Fue desarrollado con la idea de ser el sucesor de Antergos, una distribución Linux que fue descontinuada. Sin embargo, no es un "fork" de Antergos.

## Características
EndeavourOS utiliza el instalador Calamares para automatizar el proceso de instalación de Arch Linux, normalmente complejo y basado en la línea de comandos.  Ofrece el entorno de escritorio Xfce en modo Live, no se incluye un administrador de paquetes gráfico por defecto.
Admite los siguientes escritorios más un gestor de ventanas (WM): Xfce (oficial), Base, i3, Openbox, LXDE, MATE, Cinnamon, GNOME, Deepin Desktop, Budgie y KDE Plasma